# Ostašov (przystanek kolejowy)
Ostašov – przystanek kolejowy w Libercu, w dzielnicy Ostašov, w kraju libereckim, w Czechach. Znajduje się na wysokości 420 m n.p.m.
Jest zarządzany przez Správę železnic. Na przystanku nie ma możliwości zakupu biletu, a obsługa podróżnych odbywa się w pociągu.

## Linie kolejowe
- 086 Liberec - Česká Lípa